# Dix Canons du calcul

Les Dix Canons du calcul (Suànjīng shí shū (chinois traditionnel : 算經十書) est une collection de dix travaux mathématiques chinois, compilée par le mathématicien du début de la dynastie Tang, Li Chunfeng (602-670), et considérée comme texte mathématique officiel pour les examens impériaux en mathématiques.

## Contenu
Le Dix Canons du calcul comprennent :
1. Zhoubi Suanjing (Le classique mathématique de l'Ombre Zhou)
2. Jiuzhang Suanshu (Les Neuf Chapitres sur l'art mathématique)
3. Haidao Suanjing (Le classique mathématique de L'Île)
4. Sunzi Suanjing (Le classique mathématique de Maître Sun)
5. Zhang Qiujian Suanjing (Le classique mathématique de Zhang Qiujian)
6. Wucao Suanjing (Le Canon de calcul des cinq sections administratives)
7. Xiahou Yang Suanjing (Le classique mathématique de Xiahou Yang)
8. Wujing Suanshu (Prescriptions de calcul des cinq classiques)
9. Jigu Suanjing (Continuation des anciennes mathématiques classiques)
10. Zhui Shu (Méthode d'interpolation)

Il est spécifié dans les lois sur l'examen de la dynastie Tang que le Sunzi Suanjing et le Wucao Suanjing requièrent ensemble un an d'étude ; Les Neuf Chapitres sur l'art mathématique et le Haidao Suanjing trois ans ; le Jigu Suanjing trois ans ; le Zhui Shu quatre ans; enfin le Zhang Qiujian et le Xia Houyang une année chacun.

### Zhoubi Suanjing
Le Zhoubi Suanjing est l'un des plus vieux textes mathématiques chinois et date de la période de la Dynastie Zhou (1046 av. J.-C.—256 av. J.-C.). Il consiste en une compilation anonyme de 246 problèmes rencontrés par le Duc de Zhou et son astronome et mathématicien, Shang Gao. Il contient une des premières preuves connues du théorème de Pythagore.

### Jiuzhang Suanshu
Il s'agit d'un livre anonyme, compilé entre le IIe et le Ier siècle av. J.-C. au début de la période Han sur la base de morceaux antérieurs. Plus ancien texte chinois après le Suan shu shu, il propose une approche des mathématiques qui se focalise sur la recherche de méthodes générales de résolution de problèmes.

### Haidao Suanjing
Le Haidao Suanjing (en) est écrit par le mathématicien chinois Liu Hui, à l'origine comme extension du chapitre 9 des Neuf Chapitres et plus tard séparé en un livre autonome, tirant son titre du premier problème « En regardant une île ».

### Sunzi Suanjing
C'est un traité mathématique chinois écrit durant la période du IIIe au Ve siècle. Outre le fait de donner une description des méthodes arithmétiques et des approfondissements sur les équations diophantiennes, le traité touche à l'astronomie et tente de développer un calendrier. Il détaille notamment pour la première fois les règles d'utilisation des baguettes à calculer.

### Zhang Qiujian Suanjing
Le Zhang Qiujian Suanjing est le seul ouvrage connu du mathématicien chinois du cinquième siècle, Zhang Qiujian. Il a été compilé entre 466 et 485 et partage de nombreux thèmes avec ses prédécesseurs Jiuzhang suanshu et Sunzi Suanjing, qu'il prolonge.

### Wucao Suanjing
Le Wucao Suanjing (en) ou Canon de calcul des cinq sections administratives est destiné à l'enseignement pour les personnels des cinq départements du gouvernement : l'agriculture, la guerre, les comptes, les greniers et la trésorerie, avec un chapitre pour chaque département. Le texte comporte des formules pour certaines incorrectes, ce qui a motivé des travaux mathématiques ultérieurs.

### Xiahou Yang Suanjing
Ce traité mathématique est attribué au mathématicien chinois du cinquième siècle de notre ère, Xiahou Yang. Il consiste en une collection d'environ 90 problèmes : une première série concerne les cinq opérations, addition, soustraction, multiplication, division, et racines carrées et cubiques ; d'autres sont relatifs aux impôts, taxes, commissions, et répartition par des officiers de l'alimentation parmi leurs soldats.

### Wujing Suanshu
Le Wujing Suanshu s'intéresse à l’étude des « Cinq classiques (it) » (wu jing, 五經) de Confucius.

### Jigu Suanjing
Ce traité mathématique chinois est l'œuvre du mathématicien du début de la Dynastie Tang, Wang Xiaotong, écrit peu de temps avant l'an 626. Il propose des problèmes de géométrie dans l'espace basés principalement sur l'ingénierie de la construction et des problèmes de géométrie plane dans le triangle rectangle. Il s'agit du premier ouvrage chinois connu qui traite complètement des équations cubiques.

### Zhui Shu
Ce texte regroupe la majeure partie des travaux mathématiques de Zu Chongzhi. Il comporte notamment une valeur de pi avec une précision de six décimales, qu'aucun mathématicien n'égalera dans les mille années suivants. Zu a également travaillé sur la formule du volume d'une sphère.

## Impact
Le gouvernement de la dynastie des Song a activement promu l'étude des mathématiques. Il y avait deux éditions imprimées sur des blocs de bois par le gouvernement des Dix Canons du calcul dans les années 1084 et 1213. La grande disponibilité de ces textes mathématiques contribue à l'épanouissement de mathématiques dans les dynasties Song et Yuan , inspirant les mathématiciens tels que Jia Xian, Qin Jiushao, Yang Hui, Li Zhi et Zhu Shijie.
Dans la dynastie des Ming , pendant le règne de l'Empereur Yongle, certains des Dix Canons ont été copiés dans l' Encyclopédie de Yongle. Pendant le règne de l'Empereur Qianlong de la dynastie Qing, l'érudit Dai Zhen fait des copies du Zhoubi Suanjing, des Neuf Chapitres sur l'art mathématique, du Haidao Suanjing, du Sunzi Suanjing, du Zhang Qiujian Suanjing, du Canon de Calcul des Cinq Sections Administratives, du Xiahou Yang Suanjing, du Prescriptions de Calcul des Cinq Classiques, du Jigu Suanjing et du Shushu Jiyi de l' Encyclopédie de Yongle et les a transférés dans une autre encyclopédie, le Siku Quanshu.

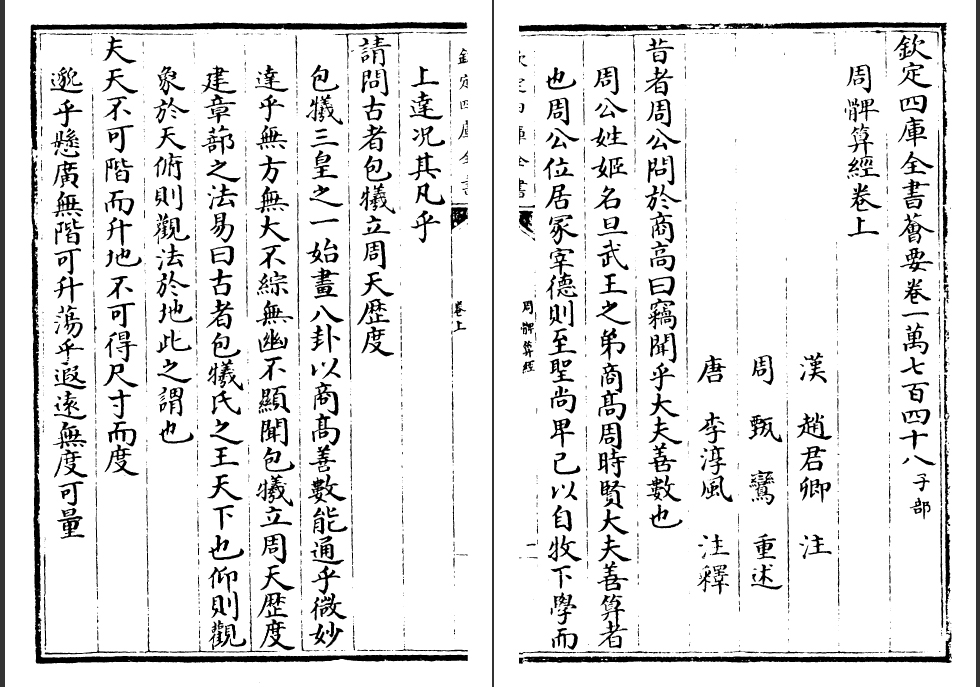
Zhoubi Suanjing
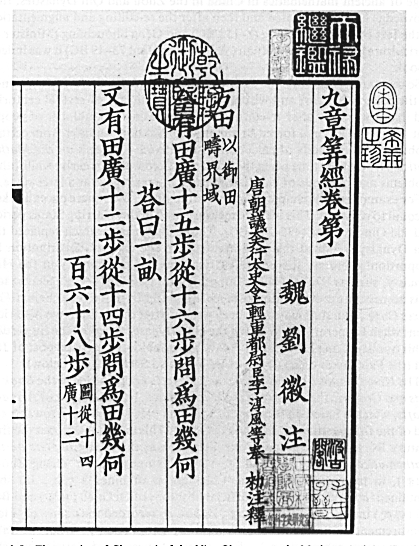
Les Neuf Chapitres sur l'art mathématique
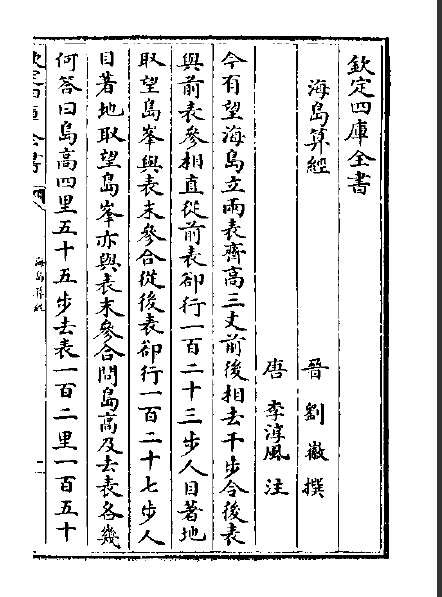
Haidao Suanjing
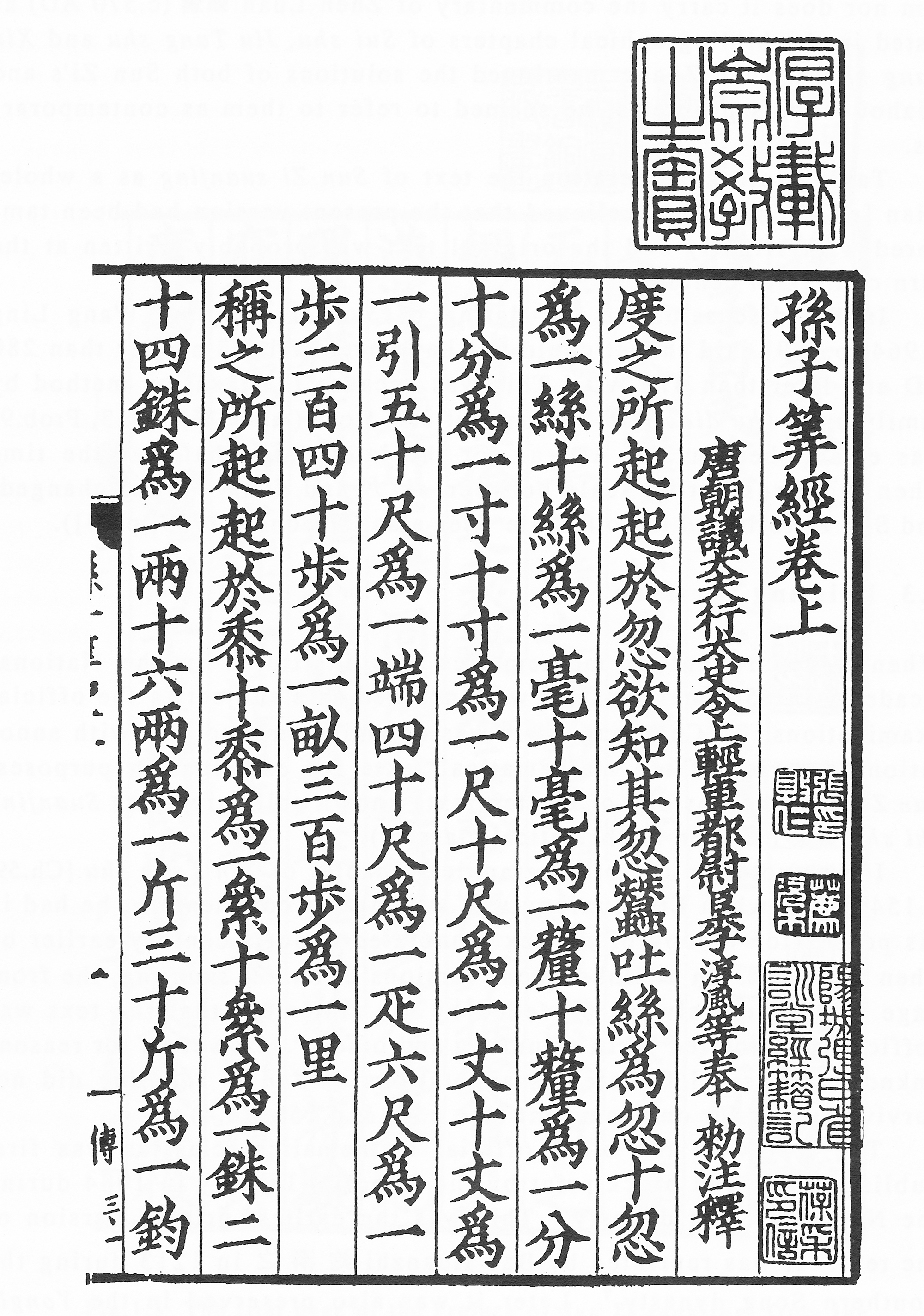
Sunzi Suanjing
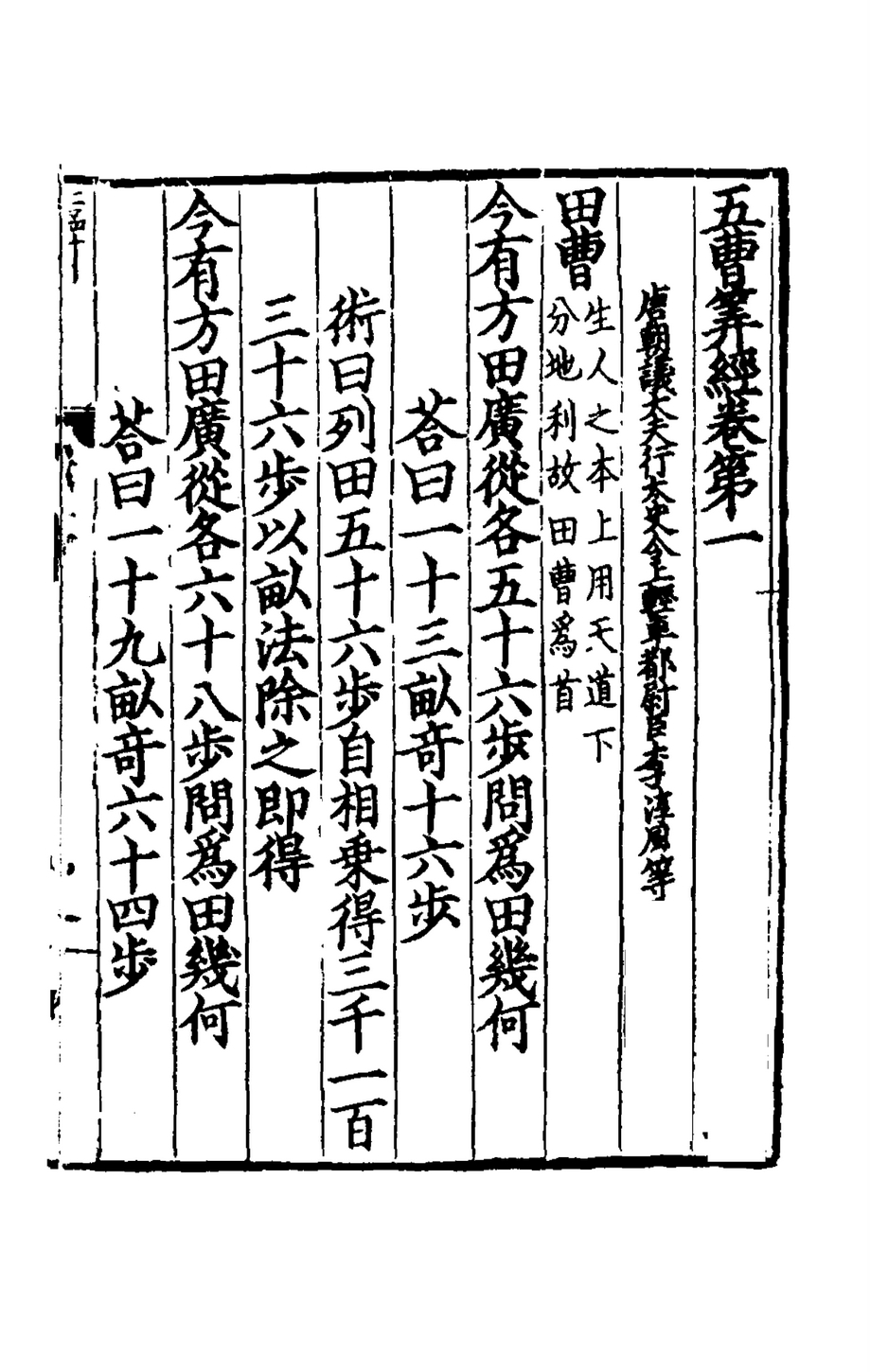
Canon de calcul des Cinq Sections Administratives
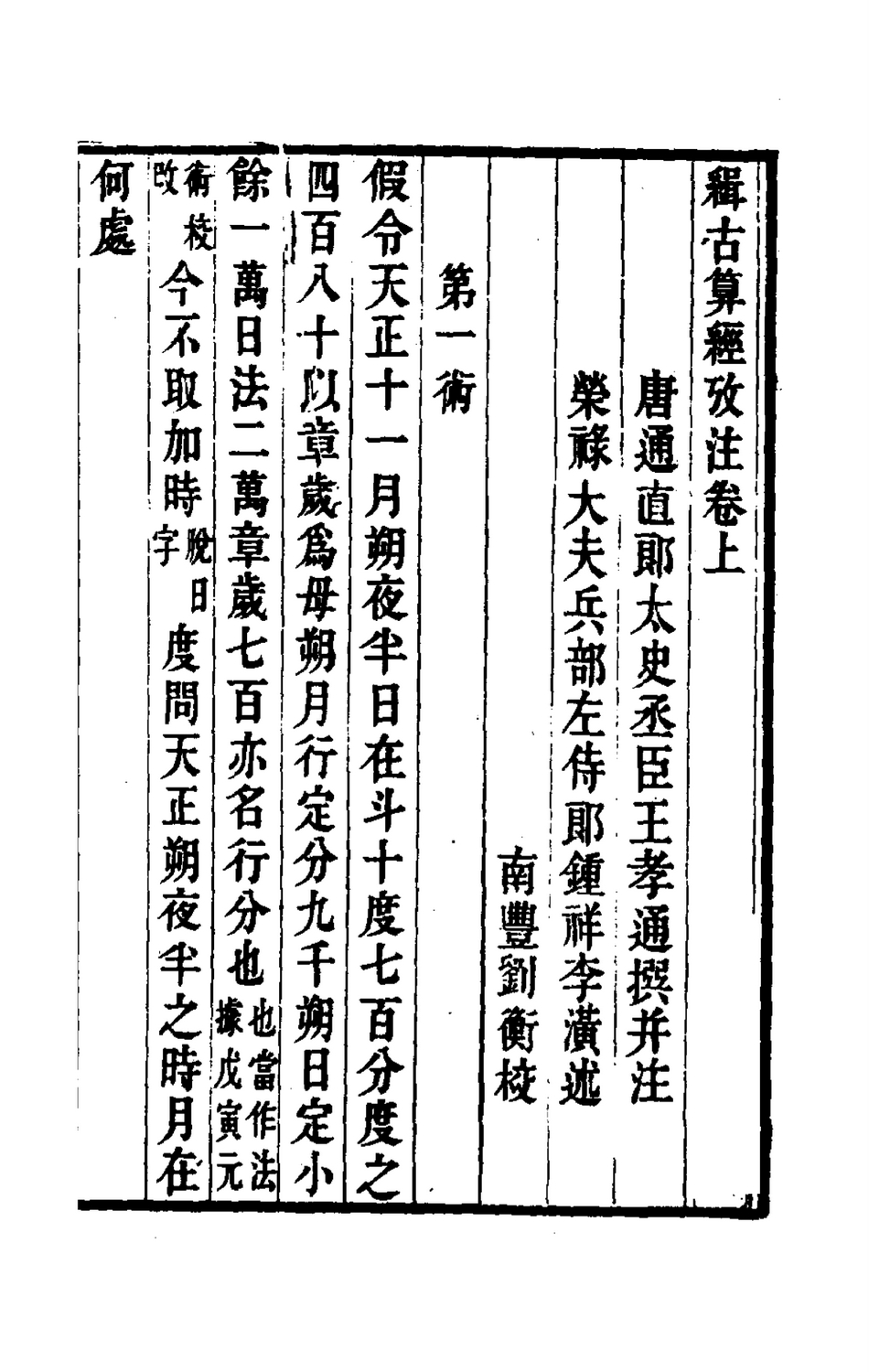
Jigu Suanjing
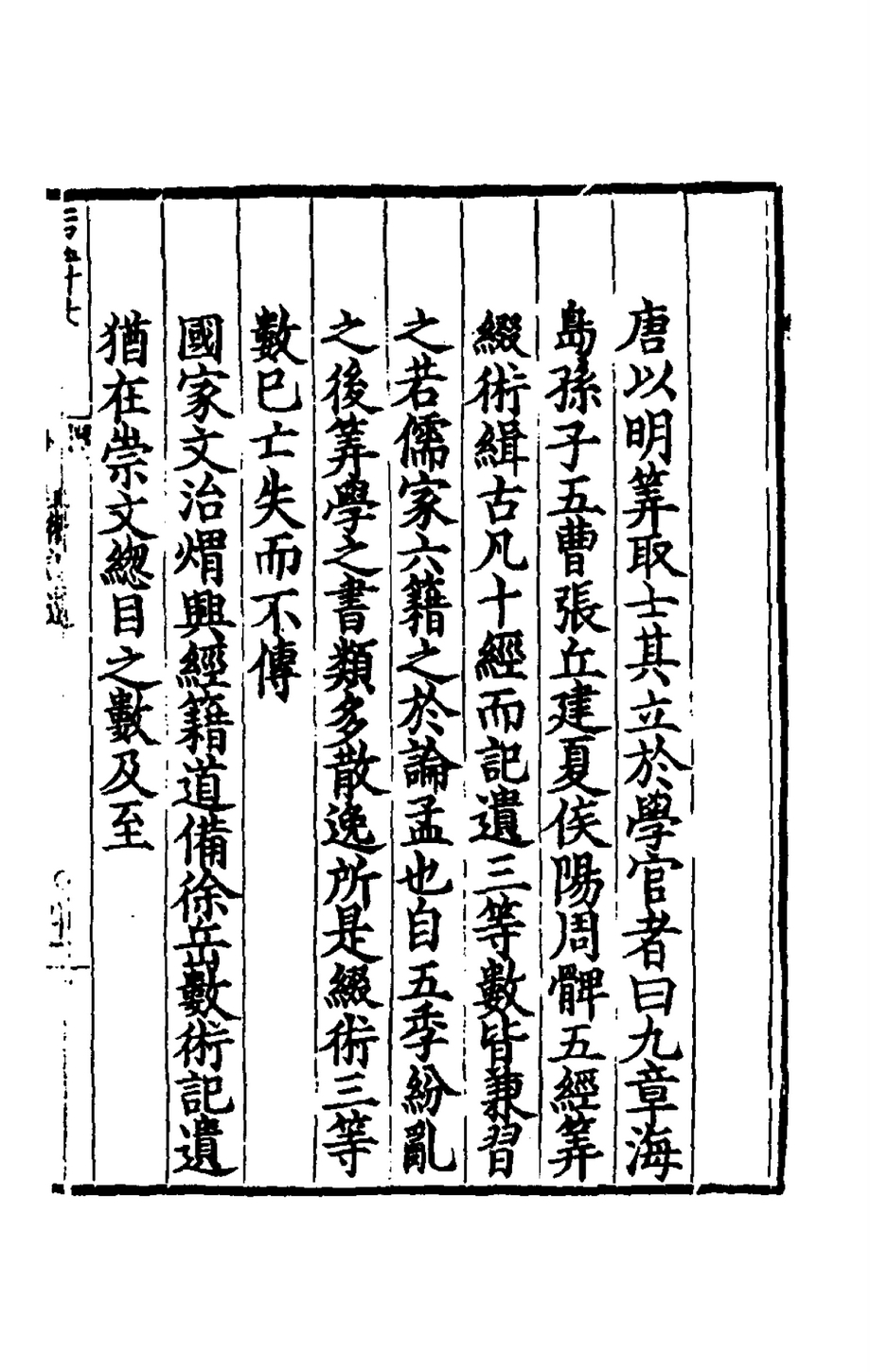
Shushu Jiyi